# Halász-Hradil Elemér
Halász-Hradil Elemér, Elemír Halász-Hradil, szül. Hradil, 1903-tól Halász (Miskolc, 1873. április 18. – Kassa, 1948. december 9.) festő, grafikus.

## Életpályája

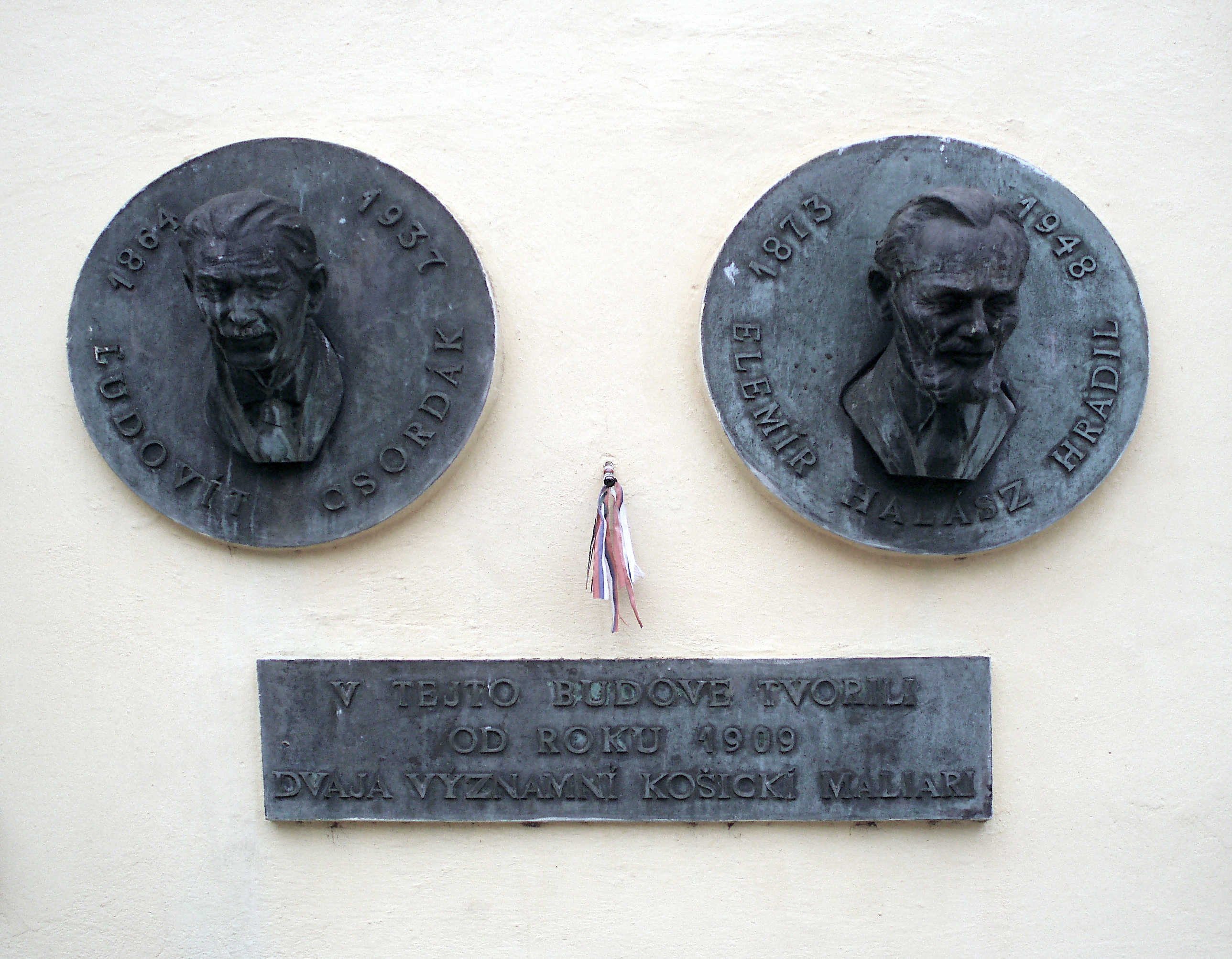
Csordák és Halász-Hradil emlékműve Kassán

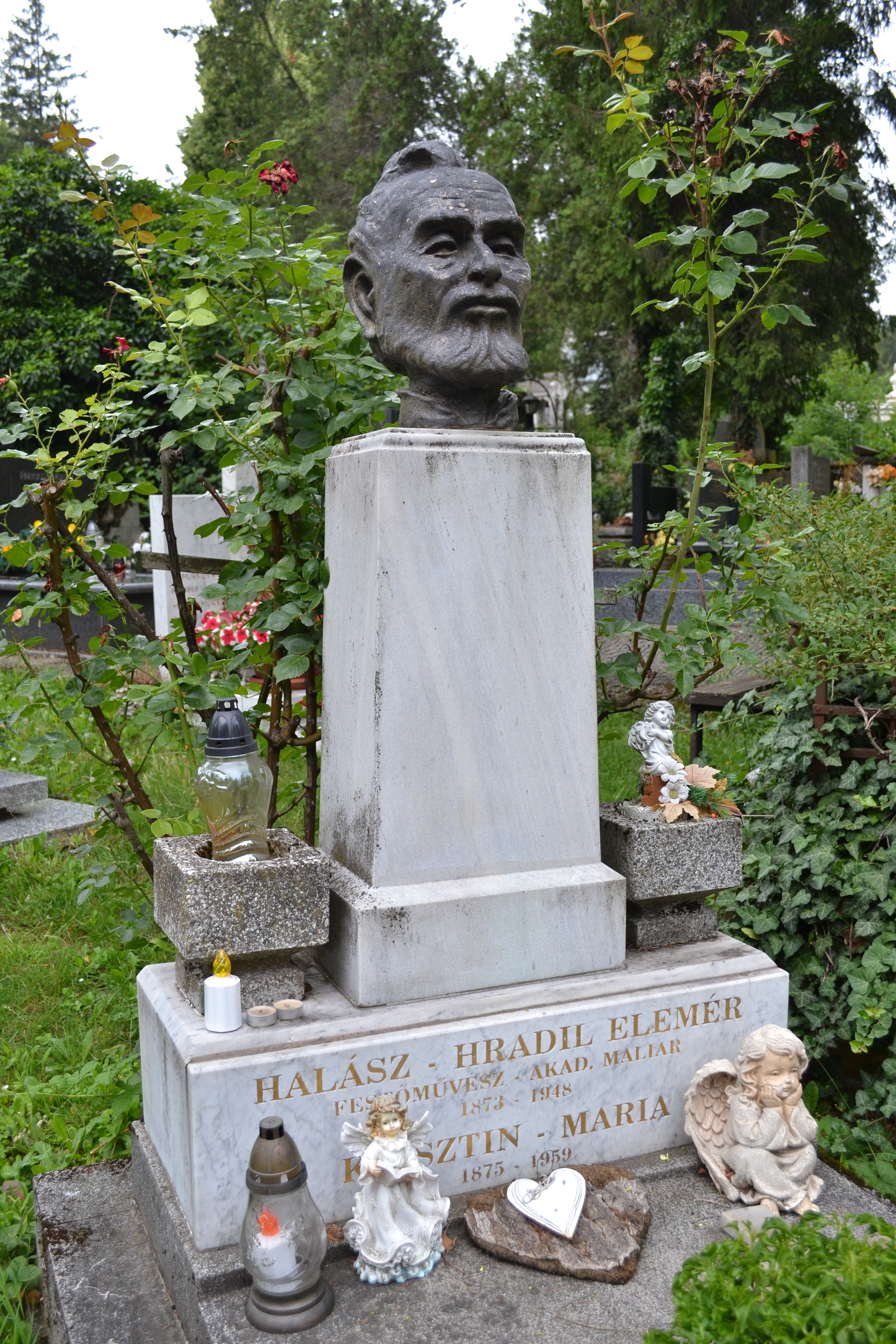
Halász-Hradil Elemér sírja Kassán

1892–94-ben betűfestő-mázolóként dolgozott Bécsben, majd katonai szolgálata alatt előbb Lőcsére, majd Kassára került 1894–97-ben. Hollósy Simon magániskolájában kezdte művészeti tanulmányait Münchenben 1897 és 1901 között, utána 1902-3-ban Párizsban folytatta gróf Andrássy Dénes ösztöndíjával a Julian Akadémián, majd újból Münchenben tanult két évig. 1902-ben vette fel a Halász előnevet. A nagybányai művésztelepen 1898 és 1900 között, majd 1908-ban a szolnoki művésztelepen dolgozott. 1913 és 1914 között Benczúr Gyula budapesti mesteriskolájába járt, Miskolcon lakott egy ideig, az első világháborúban hadirajzolóként dolgozott, majd azt követően Kassára költözött. Itt festett és rajzolt, valamint 1919-től rajzot is tanított akkor megnyitott magániskolájában. Közös műtermük volt Csordák Lajossal. Halász-Hradil tanítványai voltak többek között Jakoby Gyula, Kontuly Béla és Bauer Szilárd. 1897-től állított ki Nagybányán, Budapesten és vidéken is. Műveiből gyűjteményes kiállítást rendezett Kassán 1909-ben és 1912-ben. 1924-től 1935-ig elnöke volt a kassai Kazinczy Társaság Képzőművészeti Osztályának. A szervezet minden tagsági bemutatóján kiállította műveit (pl. 1924, 1939). Több műve megtalálható a kassai Városi Képtárban.

## bJelentősebb egyéni kiállításai
- 1902: Kassa (Lengyel Reinfuss Eduárddal)
- 1909, 1912: Kassa (Csordák Lajossal)
- 1920: Gyűjteményes kiállítás, Košice
- 1929: Košice (Jaszusch Antallal és Kieselbach Gézával)

## Emlékkiállítások
- 1953, 1979, 1998 Košice
- 2007–2008 Košice, Bratislava, Komarno

## Munkásságát értékelő kiadványok
- SAUČIN, Ladislav: Elemír Halász-Hradil a umenie jeho doby. Bratislava, 1962
- NĚMCOVÁ, Helena: Elemír Halász-Hradil (1873–1948). Katalóg. VSG, Košice 1998
- HUSHEGYI Gábor: Halász-Hradil Elemér. Katalógus. SZNM – MKMSZ, Pozsony, 2008